# Sölvesborgsstenen
Sölvesborgsstenen DR 356 är en runsten placerad utanför porten till Sankt Nicolai kyrka. Likt Stentoftenstenen som finns i kyrkans vapenhus är inristningen utförd med urnordiska futharkens runor.
Stenen satt tidigare inmurad i väggen på det medeltida klostret St. Görans hospital som låg ett hundratal meter väster om kyrkan. Stenen flyttades till kyrkans vapenhus 1864, senare har den flyttats till sin nuvarande plats utanför kyrkan.

## Inskriften
Translitterering av runraden:
urti ' wAþ- ...¶- ' asm͡ut (') sunu sin '
Normalisering till rundanska:
Orti Waþ[i] [æft] Asmund, sun sin.
Översättning till nusvenska:
Vade gjorde …. Efter sin son Asmund.